# Отец Горио
«Оте́ц Горио́» (фр. Le père Goriot) — роман французского писателя Оноре де Бальзака, одно из самых известных произведений цикла «Человеческая комедия».
Роман входит во Всемирную библиотеку (список наиболее значимых произведений мировой литературы Норвежского книжного клуба).

## Сюжет
Студент-юрист Растиньяк, бедный провинциал, живёт в Париже в пансионе Воке. Среди его соседей — бывший торговец мукой папаша Горио, которого все высмеивают за нищету и жалкий вид. Оказывается, что он блестяще выдал двух своих дочерей замуж — Анастази за графа де Ресто, Дельфину за банкира де Нусингена, дав каждой приданое в 800 тыс. франков.
Среди других обитателей пансиона Воке — 40-летний Вотрен, харизматичный и загадочный, а также студент-медик Бьяншон. Растиньяк желает войти в высший свет, и в этом ему помогают родственные связи со светской львицей виконтессой де Боссеан. Он знакомится с сёстрами и узнаёт, что они стыдятся своего отца и обращаются к нему, только когда им нужны деньги. Горио, однако, беззаветно любит дочерей и готов ради них на любые жертвы.
Вотрен пытается склонить Растиньяка к браку по расчёту с богатой наследницей, юной девицей, но Растиньяк отказывается от его искушений, думая пробиться собственными силами. В итоге Вотрен оказывается беглым каторжником по прозвищу «Обмани смерть» и его арестовывает полиция.
Растиньяк же становится любовником баронессы де Нусинген. Тем временем Анастази в поисках денег, чтобы заплатить долги своего любовника Максима де Трай, доводит отца до инсульта. Дельфина не настолько жестока, но также очень небрежна и эгоистична. Горио в течение нескольких дней умирает, брошенный детьми, за ним ухаживают Растиньяк и Бьяншон на свои последние студенческие гроши.
Роман заканчивается сценой, где Растиньяк смотрит с горы на светящийся ночными огнями Париж и бросает ему вызов: «А теперь — кто победит: я или ты!».
Действие книги начинается в июне 1819 года и происходит параллельно со второй частью романа «Гобсек», многие из событий которого отражаются в «Отце Горио». В обеих книгах второстепенным персонажем является графиня Анастази де Ресто и её муж, и их поступки в «Отце Горио» не всегда понятны без знания романа «Гобсек».

## Создание
Первый вариант текста был написан Бальзаком за сорок дней. Первоначально роман публиковался поглавно в журнале «Парижское обозрение» в декабре 1834 — феврале 1835 года, а в 1835 году он вышел отдельным изданием. В 1843 году был включён в первый том «Сцен парижской жизни». Оставшиеся после Бальзака заметки свидетельствовали, что для следующих изданий он решил перенести роман в «Сцены частной жизни».

«Отец Горио» являлся важной частью задуманной писателем художественной истории буржуазного общества XIX века. Среди творческих записей Бальзака, носящих название «Мысли, сюжеты, фрагменты», имеется краткий набросок: Старичок — семейный пансион — 600 франков ренты — лишает себя всего ради дочерей, причём у обеих имеется по 50 000 франков дохода; умирает, как собака.
Вы знаете по извещению о предстоящем выходе в свет четвёртой книжки, что я готовлю для второго тома "Сцен частной жизни". Но есть нечто совсем для вас неожиданное — "Отец Горио". Вот будет всем книгам книга! Я опишу в ней чувство, исполненное величайшей силы, которое ничто не в состоянии разрушить — ни обиды, ни раны, ни несправедливость; герой произведения является отцом в такой же степени, в какой святой великомученник является христианином.
Свидетельством тесной связи произведения с общим замыслом «Человеческой комедии» служит то обстоятельство, что 48 действующих лиц романа выступают и в других романах и повестях Бальзака (среди них — Эжен Растиньяк, Жак Коллен (Вотрен), виконтесса де Босеан, Дельфина Нусинген, Бьяншон и другие). Как пишет советский комментатор: «„Отец Горио“ — произведение, так сказать „Узловое“, от которого протягиваются тематические нити ко многим романам и повестям Бальзака». Растиньяк и Нусинген появятся ещё во многих произведениях цикла, Вотрен появится в «Блеске и нищете куртизанок», дальнейшей истории виконтессы де Боссеан посвящена «Покинутая женщина», подробности о семье Тайллефер будут рассказаны в «Красной гостинице»

## Экранизации
- Отец Горио (Le père Goriot) (1910) — фильм Армана Нюмеса.
- Отец Горио (Le père Goriot) (1945) — фильм Робера Вернэ.
- Радиопостановка 1961 года (СССР).
- Отец Горио (Papà Goriot) (1970) — итальянский телевизионный фильм Тино Буазелли.
- Отец Горио (Le père Goriot) (1972) — телевизионный фильм Ги Жорре.
- Отец Горио (Le père Goriot) (2004) — телевизионный фильм Жана-Даниэля Верхака. В роли отца Горио — Шарль Азнавур.

## Переводы
Неоднократно переводился на русский язык:
- Дед Горио. Новая повесть Бальзака.-- «Телескоп», 1835, ч. 25, No 2, с. 188—274; No 3, с. 369—430; No 4, с. 488—584; ч. 26, No 5, с. 43-133; No 6, с. 178—291. Цензор. разр. 5 февр. 1835 г.
- Старик Горио. Новейшее сочинение Бальзака. [Сокр. пер. А. Н. [Очкина].-- «Б-ка для чтения», 1835, т. 8, отд. 2, с. 61—108; т. 9, отд. 2, с. 1—106. Цензор, разрешение 27 февр. 1835 г.
- Старик Горио. Ч. 1—3. М., тип. И. Смирнова, 1840. 3 т., Ч. 1. 147 с., Ч. 2. 142 с., Ч. 3. 161 с.
- Руби дерево по себе! (Отец Горио). М., 1871. Установлено по изд.: Библиографический указатель переводной беллетристики в связи с историей литературы и критики. С предисл. Н. А. Рубакина. СПб., 1897, No 3821; Руби дерево по себе! (Старик Горио). Обыкновенная история. Ч. 1.-- «Переводы отдельных романов», 1886, апрель — май, с. 1—229; Руби дерево по себе! (Старик Горио). Обыкновенная история Бальзака. СПб., тип-лит. П. Шмидта, 1886. 229 с.
- Старик Горио. Роман О. Бальзака.-- «Колосья», 1886, No 7, с. 1—48; No 9, с. 49-96; No 10, с. 97-114; No 11, с. 145—192; No 12, с. 193—233. Отд. пагинация.
- Старик Горио. Роман. СПб., тип. С. Добродеева, 1886. 233 с.
- Отец семейства. Роман. СПб., изд. А. С. Суворина, [1892]. 386 с. (Дешевая б-ка. No 225); то же. Изд. 2-е. [1899]. 381 с.
- Горио. Пер. И. Ясинского.-- В кн.: Бальзак О. Собр. соч. В 20-ти т. T. 1. СПб., 1898, с. 3—220.
- Отец Горио. Роман. Вступит. статьи Золя и Тэна. Пер. 3. Н. Журавской. Илл. А. Линги. СПб., «Народная польза», 1902. 382 с. (Домашняя б-ка); то же. 1903. Цензор, разрешение 11 янв. 1904.
- Отец Горио. Роман. [Л.], «Прибой», 1928. 232 с. (Б-ка иностр. романов).
- Старик Горио. Пер. И. Б. Мандельштама. 1—2. [Л.], «Красная газета», 1930. 308 с. (Бальзак О. Избранные сочинения. Под общ. ред. A. Г. Горнфельда. Вып. 1—2).
- «Отец Горио»: Вотрен и Растиньяк.-- Смерть Горио. [Отрывки из романа]. Пер. 3. Н. Журавской.-- В кн.: Коган П. С. Хрестоматия по западно-европейской литературе. Т. 2. М.-Л., 1931, с. 122—132.
- Отец Горио. Пер. Н. Соболевского. Род. Е. А. Гунста. Предисл. B. Р. Гриба. Примеч. Е. Ф. Корша. М., Гослитиздат, 1937. 335 с.
- Отец Горио. Пер. под ред. Е. А. Гунста. М., Гослитиздат, 1938. 248 с. (Бальзак О. Собр. соч. Под общ. ред. А. В. Луначарского и Е. Ф. Корша. Т. 3.).
- Отец Горио. Пер. И. Мандельштама. Рига, Латгосиздат, 1949. 276 с.
- Отец Горио. Пер. под ред. А. С. Кулишер.-- В кн.: Бальзак О. Избранные сочинения. Л., 1949, с. 149—342; то же. 1951.
- Отец Горио. Роман. Пер. [и примеч.] Е. Ф. Корша. М., Гослитиздат, 1949. 260 с.; Тоже. [Илл. А. О. Последович]. Минск, Учпедгиз БССР, 1957. 254 с.; Отец Горио. Пер. Е. Корша.-- В кн.: Бальзак О. де. Избранные произведения. М., 1949, с. 19—129; то же. 1950; Отец Горио. Пер. Е. Корша.-- В кн.: Бальзак О. Собр. соч. В 15-ти т. Т. 3. Человеческая комедия. Сцены частной жизни. [Пер. под ред. В. Дынник]. М., 1952, с. 5—253.
- Отец Горио. [Пер. под ред. В. Дынник]. Кишинев, Госиздат Молдав. ССР, 1955. 254 с.
- Отец Горио. Пер. Е. Корша.-- В кн.: Бальзак О. де. Евгения Гранде.-- Отец Горио. М., 1960, с. 179—424; Отец Горио. Пер. Е. Корша.-- В кн.: Бальзак О. Собр. соч. В 24-х т. Т. 2. Человеческая комедия. Этюды о нравах. Сцены частной жизни. [Ред. М. Н. Черневич]. М, 1960, с. 272—527.
- Отец Горио. Пер. под ред. Е. Гунста и Е. Корша. [Примеч. Е. Корша. Послесл. З. Тильдиной]. М., Гослитиздат, 1939. 236 с. («Школьная б-ка»).
- Отец Горио. [Пер. И. Мандельштама. Послесл., ред. и коммент. М. Эйхенгольца]. Рис. Юара. М.-Л., Детгиз, 1946. 287 с., илл. (Школьная б-ка. Для сред. школы); то же. 1950. 292 с.; Отец Горио. [Сокр.]. Пер. И. Мандельштама.-- В кн.: Эйхенгольц М. Д. и Галицкий Л. II. Зарубежная литература. Хрестоматия для старших классов сред, школы. Изд. 4-е. М., 1954, с. 460—506.

Инсценировки
- Отец Горио. Драма в 4-х акт., 6-ти карт. Инсценировка О. 3. Липчук. М., ВУОАП, 1946. 69 с. Машинопись.
- Отец Горио. Пьеса А. А. Гольдмана и М. К. Левиной по роману О. Бальзака. М., «Искусство», 1955. 80 с.